# A kém (film, 2015)
A kém (eredeti cím: Spy) 2015-ben bemutatott amerikai akcióvígjáték, melyet Paul Feig írt és rendezett. A főszerepben Melissa McCarthy, Jason Statham, Rose Byrne, Miranda Hart, Bobby Cannavale, Allison Janney és Jude Law látható.
Az Amerikai Egyesült Államokban 2015. június 5-én mutatta be a 20th Century Fox. Magyarországon június 4-én került mozikba magyar szinkronnal, az InterCom Zrt. forgalmazásában.

## Történet
A történet középpontjában a szerény CIA-elemző Susan Cooper (Melissa McCarthy) áll, aki az ügynökség legveszélyesebb és legkeményebb küldetéseit készíti elő a háttérben dolgozva, illetve a terepen dolgozó ügynököt akció közben a tanácsaival segíti. Amikor azonban megölik Bradley Fine (Jude Law) nevű társát, kénytelen belevetni saját magát a dolgokba, hogy bosszút álljon az elkövetőn. Kéretlen segítséget Rick Ford (Jason Statham) kirúgott ügynöktől kap, akivel De Luca és Rayna Boyanov nyomára bukkan.
Susant elküldik Párizsba, hogy kémkedjen Sergio De Luca (Bobby Cannavale) után. Aznap éjjel Ford megjelenik a szállodában. Susan ott tartózkodik, és Ford meggyőződése, hogy Susan el fogja rontani a küldetést, mivel tapasztalatlan ügynök. Másnap reggel Susan meglát egy bérgyilkost, aki De Luca-nak dolgozik. Valaki kicseréli Ford táskáját, amiben bomba van. Susan figyelmezteti Fordot, majd utoléri a gyilkost, de az leesik az erkélyről és meghal. Susan követi De Lucát Rómába, ahol találkozik vele Aldo (Peter Serafinowicz), egy olasz ügynök, aki átadja neki az előleget. Susan találkozik Raynával egy kaszinóban, megakadályozza Rayna meggyilkolását, és része lesz az ő belső körének. Amikor Budapestre repül vele magángépével, az intéző megöli a testőrt és a pilótákat és megpróbálja megölni Raynát is, de Susan legyőzi őt, és landol a gép Budapesten. Rayna úgy véli Susanról, hogy egy CIA kém, de Susan meggyőzi Raynát, hogy apja bérelte fel éppen azért, hogy Rayna testőre legyen. Budapesten találkoznak egy másik testőrrel, Antonnal, akit nem sokkal később le is lőnek egy autós támadás során. Susan egy robogóval üldözőbe veszi, majd elkapja őket. Kiderül, hogy Karen Walker CIA-ügynök ül az autóban, aztán valaki őt is lelövi. Ez alatt Nancy, akit Susan után küldtek, elveszíti Raynát, aki aztán felhívatja őket a szobájába. Ott leordítja a fejüket, hogy szerezzenek még testőröket. A CIA ezért oda is küldi Aldót, akivel egy szórakozóhelyen várják Rayna egyik barátját. Hamarosan megjelenik a nő, akit Susan üldözni kezd, majd egy konyhán verekednek, de ekkor megjelenik Bradley Fine, Rayna új barátja.
Susan egy elhagyatott házban ébred Aldóval a Balatonnál, ahonnan megszöknek és a pár után mennek, akik el akarják adni a Tihomir Boyanov által készített atombombát. Susan is becsatlakozik az üzletelésbe egy balatonfüredi villában, ahol De Luca emberei megölik a vevőt és testőreit, hogy az övé lehessen a bomba és a fizetség is. Susan ezt meg akarja akadályozni, ezért felkapaszkodik De Luca helikoptetére az éppen akkor megérkező Forddal együtt, aki aztán lecsúszik, és a Balatonba esik. Susannak sikerül felmásznia, és a vízbe dobja a bombát és a gyémántokat is. De Lucát pedig lelövi Nancy egy másik helikopterből. A parton mindenki gratulál Susannak, Raynát meg elviszik a magyar rendőrök. Fine elmeséli, hogy csak azért tettette a halálát, hogy Rayna megbízzon benne, hogy aztán mindenkit lecsukathasson a társaságából.

## Szereplők
| Színész                  | Szereplő                  | Magyar hang        |
| ------------------------ | ------------------------- | ------------------ |
| Melissa McCarthy         | Susan Cooper              | Börcsök Enikő      |
| Jason Statham            | Rick Ford                 | Epres Attila       |
| Jude Law                 | Bradley Fine              | Stohl András       |
| Rose Byrne               | Rayna Boyanov             | Ruttkay Laura      |
| Morena Baccarin          | Karen Walker              | Németh Borbála     |
| Miranda Hart             | Nancy                     | Bertalan Ágnes     |
| Allison Janney           | Elaine Crocker            | Menszátor Magdolna |
| Nargis Fakhri            | Lia                       | Pikali Gerda       |
| Peter Serafinowicz       | Aldo                      | Anger Zsolt        |
| Bobby Cannavale          | Sergio De Luca            | Varga Gábor        |
| Carlos Ponce             | Matthew Wright            | Dolmány Attila     |
| Curtis "50 Cent" Jackson | Önmaga (cameoszerep)      | Galambos Péter     |
| Bardóczy Attila          | Boltos                    | Saját hang         |
| Törköly Levente          | Építőmunkás               | Saját hang         |
| Kamarás Iván             | Club Emcee klubtulajdonos | Saját hang         |

## A film készítése és bemutatója
A film forgatása 2014. március 31-én kezdődött Budapesten. A Balaton egyes részein is forgattak.
A filmet eredetileg tervek szerint 2015. május 22-én jelenítette volna meg a 20th Century Fox, helyette június 5-re csúsztatták a premiert. Egyes országokban korábban műsorra tűzték: Ausztráliában, Malajziában és Vietnámban 2015. május 21-én mutatták be, míg Izraelben május 28-án.

## Fogadtatás
McCarthy és Byrne színészi teljesítményét, valamint Statham komikus alakítását dicsérték a kritikusok. A Metacritic oldalán a film értékelése 75% a 100-ból, ami 40 véleményen alapul. A Rotten Tomatoeson a Kém 95%-os minősítést kapott, 158 értékelés alapján.

## Számlista
| #   | Cím                        | Szerző(k)                    | Hossz |
| --- | -------------------------- | ---------------------------- | ----- |
| 1.  | Who Can You Trust          | Ivy Levan                    |       |
| 2.  | Boum Boum Boum             | Mika                         |       |
| 3.  | Cola Song (Feat. J Balvin) | Inna                         |       |
| 4.  | Mi Mi Mi                   | Szerebro                     |       |
| 5.  | Dancing Lasha Tumbai       | Verka Serduchka              |       |
| 6.  | GO! (feat. Karen O)        | Santigold                    |       |
| 7.  | Bounce                     | Iggy Azalea                  |       |
| 8.  | Kill of the Night          | Gin Wigmore                  |       |
| 9.  | I’m A Diva (Need Nobody)   | Nicolay Mondaine feat. Texaz |       |
| 10. | Heartsrevolution           | Kiss                         |       |
| 11. | Twisted (feat. Mr. Probz)  | 50 Cent                      |       |
| 12. | Cold Blooded               | Ida Maria                    |       |
| 13. | Bad Seed Rising            | Bad Seed Rising              |       |
| 14. | Spy Party                  | Verka Serduchka              |       |